# PS30
PS30水翼噴射船，乃中國船舶工業集團旗下上海新南船廠生產的噴射水翼船，屬於全浸式水翼船，全球只有兩艘，全由香港遠東水翼船（今噴射飛航）購入。(PS30-01，名北星，PS30-02，名南星)

## 概要
這款船由美國波音公司授權生產，設計源自波音公司的929系水翼船，於1994年建造了兩艘。後來，其中一艘PS30-02「南星」於2001年轉售給南韓未來高速公司，行走釜山至博多的航線（日韓國際噴射船服務；目前僅擔當釜山至對馬市航線，往博多方面則暫時停航），而「北星」則繼續在噴射飛航行走港澳航線，至2008年11月因新雙體船啟用而停用，並於2020年9月下旬拖往鄰近的宏德機器鐵工廠拆解。而未來高速的「Kobee」則於2021年於釜山船廠拆解。

## 規格
- 速度：約45節
- 長度：29.1米
- 水線長度：25.37米
- 寬度：8.6米
- 塑造深度：2.60米
- 吃水，零吃水差：4.51米
- 旅客定員：260-272名
- 總重：303噸
- 淨重：113噸

## 關連項目
- Jetfoil
- Foilcat
- FlyingCat